# Phylloxera prolifera
Phylloxera prolifera är en insektsart som beskrevs av Oestlund 1887. Phylloxera prolifera ingår i släktet Phylloxera och familjen dvärgbladlöss. Inga underarter finns listade i Catalogue of Life.